# Néophyte V de Constantinople

Néophyte V de Constantinople (en grec : Νεόφυτος Ε΄) est élu patriarche de Constantinople vers le 20 octobre 1707, mais il n'a pris pas possession de son siège.